# 理夏德·施密茨
理夏德·施密茨（Richard Schmitz，1885年12月14日—1954年4月27日）是一位奥地利基督教社会党政客，曾在1930年9月30日至12月4日间担任第11任奥地利副总理。
施密茨还担任过奥地利社会事务部长以及维也纳联邦专员。1934年4月6日，奥总理恩格爾伯特·陶爾斐斯任命施密茨为维也纳市长。
施密茨反對纳粹主义，德奧合併後施密茨不再擔任維也納市長。
之後施密茨也遭到逮捕，并被关进巴伐利亚的达豪集中营。1945年4月末，施密茨和其他被关押于集中营的名人囚犯一起被党卫队转移至蒂罗尔地区，党卫队就此将他们留在了那里。5月5日，施密茨等人被美军解救。